# Darren Christie
Darren Christie Melusi, mais conhecido como Darren Christie (Mbabane, 21 de novembro de 1984), é um futebolista suazi que atua como meia e atacante. Atualmente, joga pelo Mbabane Swallows.
Ele é membro da Seleção Suazi de Futebol e disputou as Eliminatórias do Campeonato Africano das Nações de 2012 pela equipe, marcando um gol na competição.